# Hemiteles gastrocoelus
Hemiteles gastrocoelus är en stekelart som beskrevs av Julius Theodor Christian Ratzeburg 1852. Hemiteles gastrocoelus ingår i släktet Hemiteles och familjen brokparasitsteklar. Inga underarter finns listade i Catalogue of Life.